# ويليام نابولي
ويليام نابولي (بالإنجليزية: William Napoli)‏ هو سياسي أمريكي، ولد في 17 يونيو 1948 برابيد سيتي في الولايات المتحدة. حزبياً، نشط في الحزب الجمهوري. وقد انتخب عضو داكوتا الجنوبية البيت النواب.